# Dorfkirche Neu Zittau

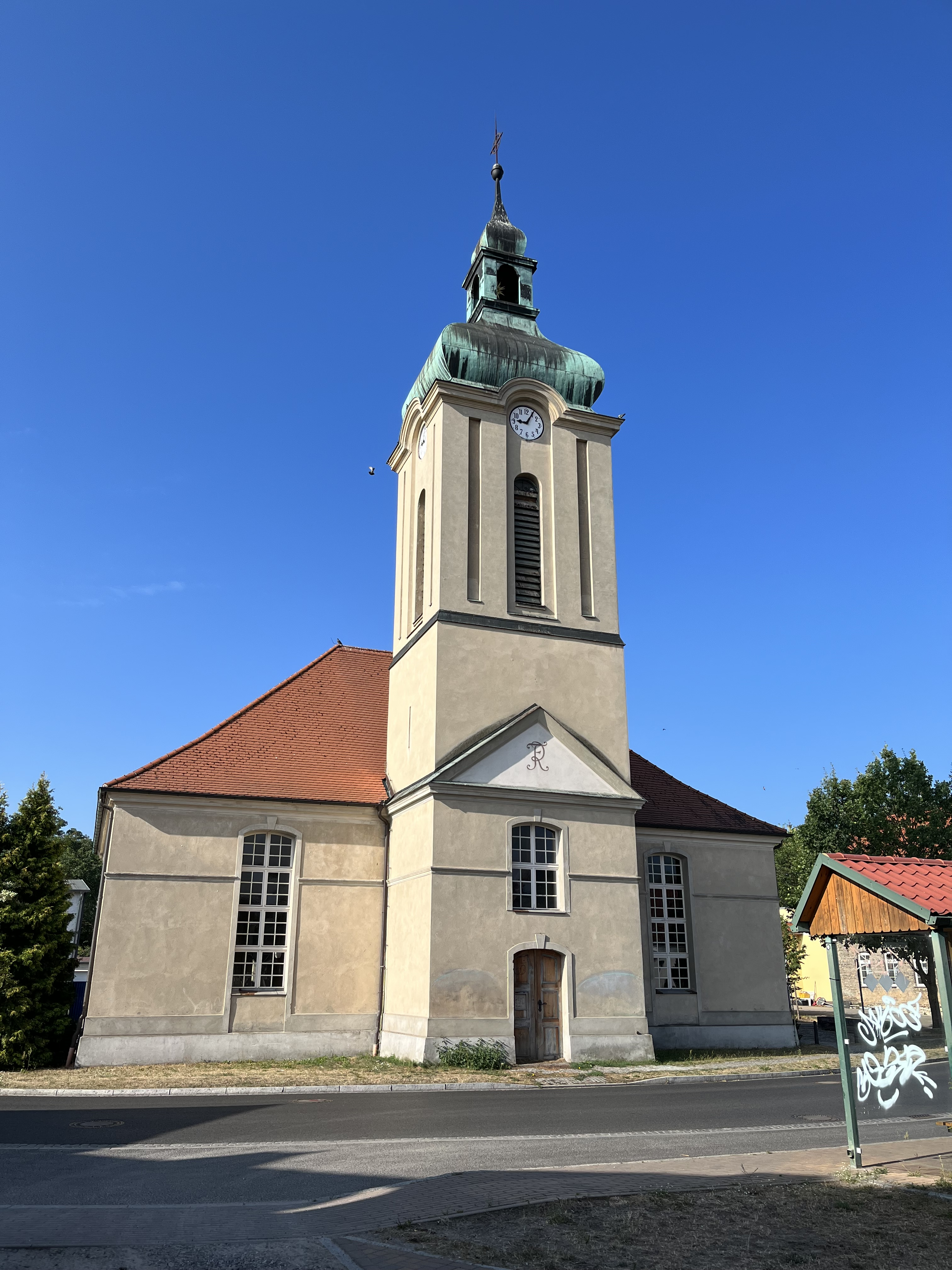
Dorfkirche Neu Zittau

Die evangelische Dorfkirche Neu Zittau ist eine Saalkirche in Neu Zittau, einem Ortsteil der Gemeinde Gosen-Neu Zittau im Landkreis Oder-Spree in Brandenburg. Die Kirchengemeinde gehört zur Evangelischen Kirche Berlin-Brandenburg-schlesische Oberlausitz.

## Lage
Die Geschwister-Scholl-Straße führt von Nordwesten kommend in südöstlicher Richtung auf den historischen Dorfkern zu. Dort steht die Kirche auf einem kleinen Grundstück, das nicht eingefriedet ist.

## Geschichte
Die Stiftung zur Bewahrung kirchlicher Baudenkmäler in Deutschland verweist auf die Kirchweihe im Jahr 1767. Mit den ersten Kolonisten war auch Carl Gottfried Agricola nach Neu Zittau gekommen, der zunächst unentgeltlich das Amt des Predigers übernahm. 1756 wurde er ordentlich eingeführt. Da es in Neu Zittau noch keine Kirche gab, fand der Gottesdienst in den ersten Jahren im Krug (Dorfschänke) statt. Im Jahre 1761 begannen die Vorverhandlungen zum Bau einer Kirche, die Kosten wurden auf 3.204 Taler und 18 Silbergroschen veranschlagt. Am 18. Dezember 1767 wurde die Kirche eingeweiht, jedoch aus Kostengründen noch ohne Kirchturm. Den fehlenden Turm ersetzte ein Gerüst auf dem Dach, in dem sich eine kleine Glocke befand.  
In einer Statistik aus dem Jahr 1772 ist ein Prediger für die mittlerweile 60 Kossäten und Büdner des Ortes überliefert. Neu Zittau war zu dieser Zeit Mutterkirche mit Wernsdorf als Tochterkirche (1755), das Kirchenpatronat lag beim Fiskus. Die Pfarre war im Jahr 1792 mit einem doppelten Kolonistenetablissement ausgestattet; außerdem gab es einen Küster. In den folgenden Jahrzehnten wurden zahlreiche kleinere Siedlungen eingekircht, darunter zum Beispiel Stäbchen im Jahr 1817 und 1858 das Rittergut Radeland (aufgegangen in der Gemeinde Eichwalde). Am 3. April 1877 konnte die Orgel eingeweiht werden. Man beschloss zu dieser Zeit auch die Sitzplätze in der Kirche durch Seitenemporen zu vermehren.
Das Bauwerk wurde im Jahr 1907 um einen quadratischen Nordturm mit Vorhalle ergänzt und eine zweite Glocke angeschafft.  Wie überall, musste auch in Neu Zittau im Ersten Weltkrieg die große Glocke zum Einschmelzen abgegeben werden. Die kleine Glocke durfte im Turm verbleiben. Die zur Ablieferung gebrachte Glocke war erst mit der Erbauung des Turmes im Jahre 1907 gegossen worden. Sie hatte einen Durchmesser von 80 cm, ein Gewicht von 6 Zentner und trug die Inschrift „Gott die Ehre“. Zur Ablieferung von Buntmetall mussten auch die Prospektpfeifen der Orgel sowie das Kupferdach des Turmes und der Blitzableiter geopfert werden.
Im Jahr 1919 wurde in der Kirche eine Gedenktafel für die Gefallenen des Ersten Weltkrieges angebracht. Im Jahr 1922 wurde die Landgemeinde Gosen mit der Kolonie Zwiebusch und dem Forsthaus Fahlenberg aus der Kirchengemeinde Neu Zittau ausgepfarrt und zur selbstständigen Kirchengemeinde Gosen vereinigt. Diese schloss sich mit den Kirchengemeinden Neu Zittau und Wernsdorf unter dem Pfarramt Neu Zittau zusammen.
Im Jahre 1924 konnte trotz der schlechten Finanzlage mit den Instandsetzungsarbeiten in der Kirche begonnen werden. Die Kirche und das Pfarrhaus wurden mit elektrischem Licht ausgestattet, ein neues Glockengeläut wurde beschafft. Die Gesamtkosten einschließlich des erforderlichen Umbaues des Glockenstuhles beliefen sich auf zirka 1.700 Mark. Am 3. Mai 1925 fand die Feier zur Einweihung der Glocken statt. Die Kirche besaß nun ein Geläut mit drei Klangglocken. Die kleine Glocke (fünf Zentner) trägt die Inschrift „Glaube“, die mittlere Glocke (sieben Zentner) trägt die Inschrift „Hoffnung“, die große Glocke (zwölf Zentner) trägt als Erinnerung für die Kriegsgefallenen die Inschrift „Liebe“. Am 28. Oktober 1928 fand die Einweihung für das Ehrenmal der Kriegsgefallenen statt, das seinen Platz am Ostgiebel der Kirche hat. Im Jahre 1929 fand der Plan zum Bau einer Friedhofskapelle seine Verwirklichung; sie wurde am 24. November 1929 eingeweiht. Die Kosten beliefen sich auf 12.000 Reichsmark. Die im Jahre 1924 beschlossene große Instandsetzung der Kirche konnte erst im Frühjahr 1930 in Angriff genommen werden. Die Kosten beliefen sich auf mehr als 12.000 Reichsmark. Im späten Herbst waren die Arbeiten beendet, und am 16. November 1930 konnte der Eröffnungsgottesdienst vom Pfarrer Häuseler gehalten werden. In der Zeit des Zweiten Weltkriegs wurden die Glocken entschädigungslos beschlagnahmt. Auch das Innere der Kirche wurde regelrecht „ausgeplündert“, unter anderem ein Messingkronleuchter, ein Geschenk der Schiffer-Innung, Altarleuchter und Messingopferbüchsen. Durch Fliegerbomben erlitt die Kirche schwere äußere Schäden.
1967 begann eine umfangreiche Restaurierung der Kirche. Die kleine hölzerne Sakristei neben dem Altarraum musste wegen Wurmfraß abgerissen werden. Der hölzerne Kanzelaltar war ebenfalls stark beschädigt. Der neue aus Stein gemauerte Altarsockel wurde in die Mitte des Altarraumes gestellt. Die Altarplatte und die Lesepultplatten sind aus Holz gefertigt. Auch am Dach mussten wieder Reparaturen der Balken vorgenommen werden. Die Beleuchtung der Kirche wurde verändert, in der Mitte hängen in Kreisform zwölf Lampen an langen Kabeln. Die hellen Farben gelb, weiß und grau im Inneren der Kirche sind wieder dominierend. Diese Farben sollen die ursprünglichen der ersten Jahre nach dem Bau gewesen sein.

## Baubeschreibung

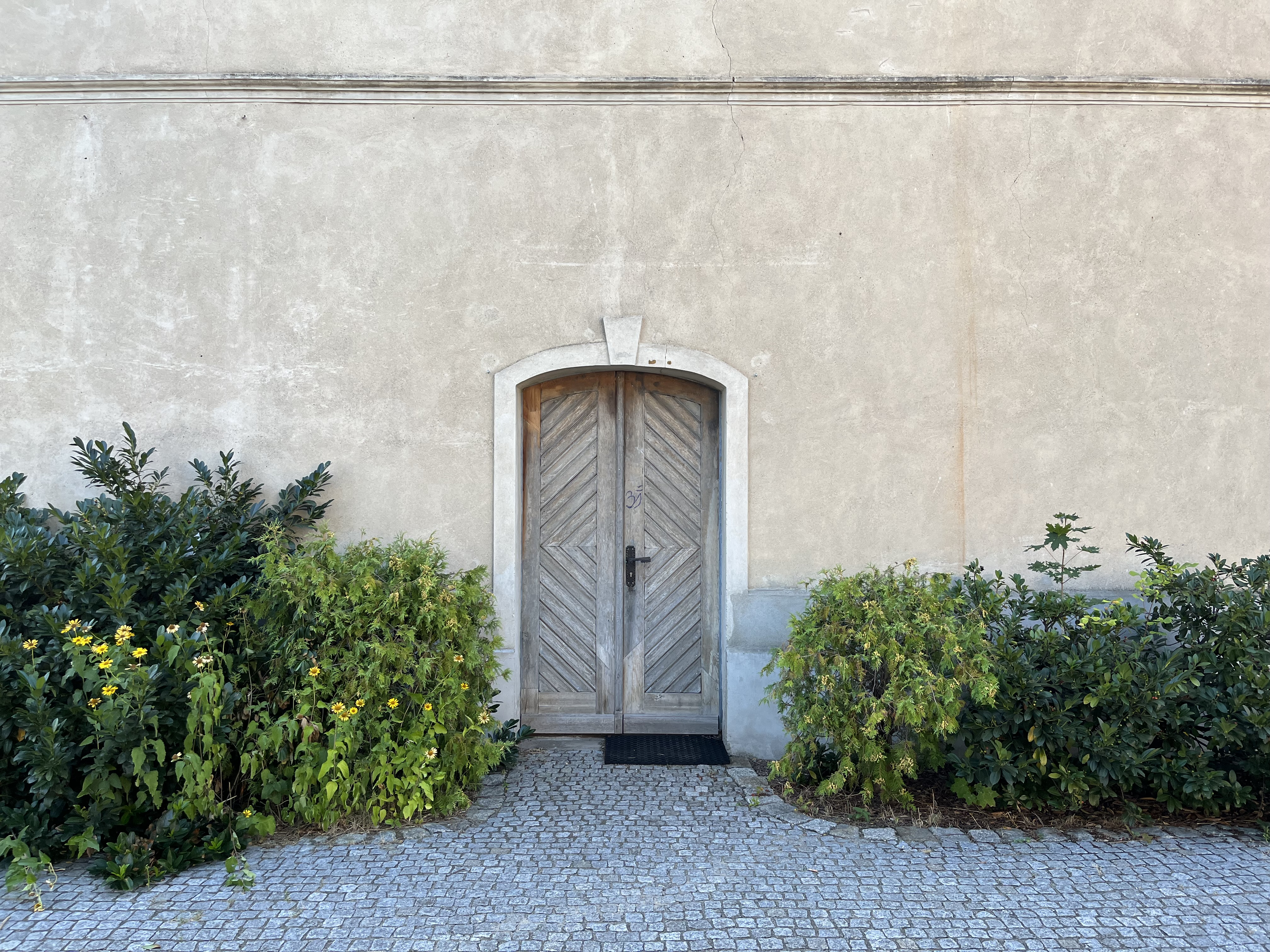
Westportal

Das Bauwerk entstand im Wesentlichen aus Mauersteinen, die anschließend verputzt wurden. Das Bauwerk hat einen rechteckigen Grundriss mit einem umlaufenden Sockel und ist an der Südseite gerade. Dort sind jeweils an der Nord- und Südseite zwei große und gedrückt-segmentbogenförmige Fenster, die sich annähernd über die gesamte Höhe der Fassade erstrecken. Die Form wird durch eine verputzte Fasche mit aufgesetztem Schlussstein nochmals beton. Mittig ist eine breite Lisene mit einem hochgesetzten und ebenfalls gedrückt-segmentbogenförmigen Fenster. An der Westseite ist eine schlichte Pforte, die ebenfalls von einer Fasche mit Schlussstein umrahmt wird. An der Ostseite befinden sich zwei hohe Rundbogenfenster. Davor steht ein Denkmal, dass an die Gefallenen des Ersten Weltkrieges erinnert. An der Nordseite sind zwei hohe Rundbogenfenster, mittig der Kirchturm mit einer Vorhalle. Sie kann von der Straßenfront her betreten werden. Oberhalb ist ein kleines Rundbogenfenster, darüber ein Giebel. Oberhalb erhebt sich der Turmschaft, der mit Blenden gegliedert ist. Darin sind mittig die rundbogenförmigen Klangarkaden sowie je eine Turmuhr untergebracht. Oberhalb erhebt sich eine geschweifte Turmhaube mit einem offenen Reiter, der mit Turmkugel und Kreuz abschließt.

## Ausstattung

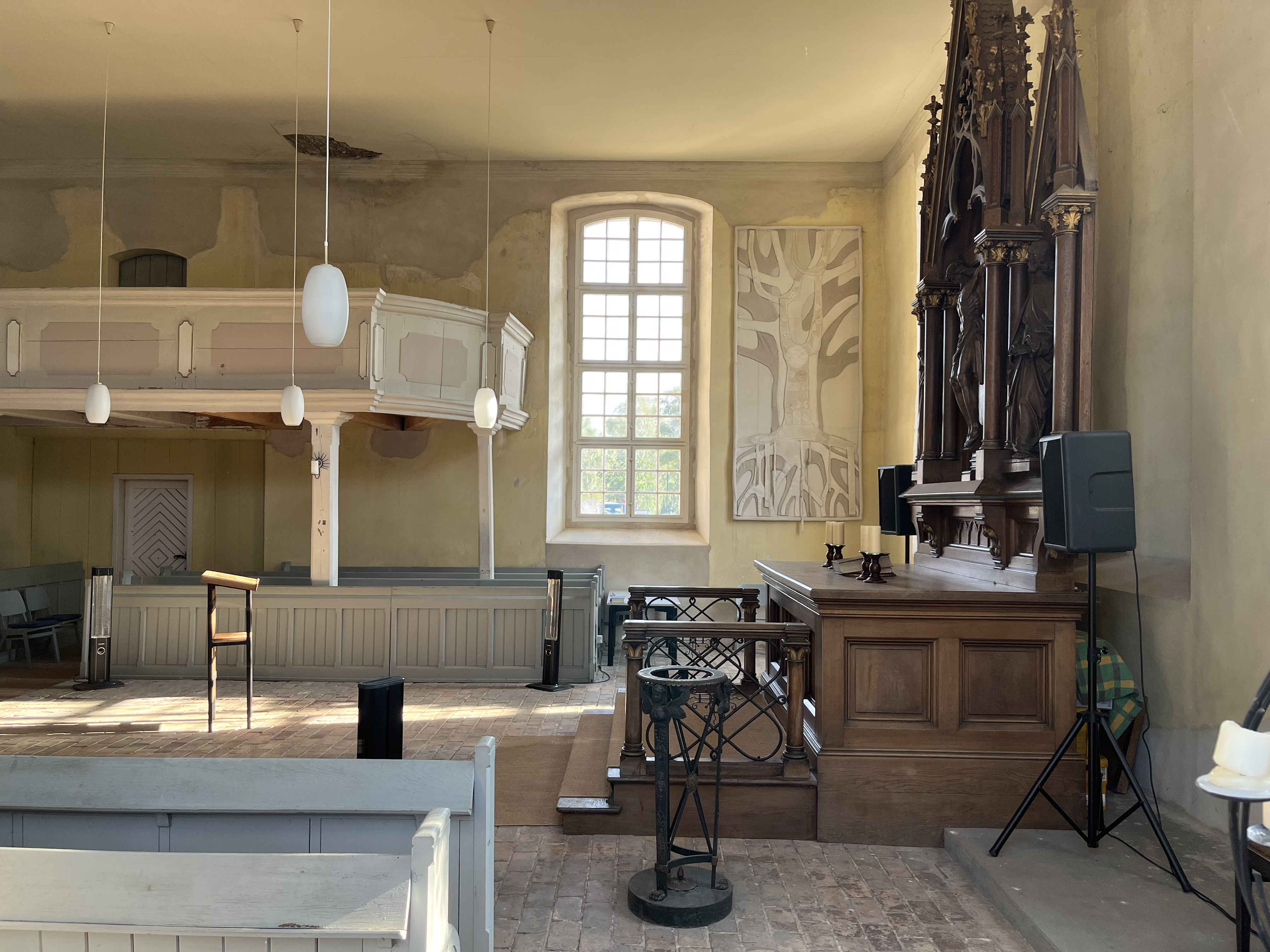
Blick ins Kirchenschiff

Den neugotische Altar schuf Gustav Kuntzsch im Jahr 1891. Er war ursprünglich für die Friedenskirche in Berlin-Gesundbrunnen vorgesehen. Zur weiteren Kirchenausstattung gehört auch das Schiffsmodell einer Barke, das vor 1914 entstand.
Die Orgel schuf im Jahr 1877 der Orgelbauer Albert Lang. Das Instrument besitzt zwei Manuale und Pedal. Ihre Disposition wurde 1964 von der Firma Sauer geändert. Sie lautet seit dieser Zeit wie folgt:
| I. Manual C–f3 |           |       |
| 1.             | Principal | 8′    |
| 2.             | Rohrflöte | 8′    |
| 3.             | Octav     | 4′    |
| 4.             | Nasard    | 2 ⁄3′ |
| 5.             | Octav     | 2′    |

| II. Manual C–f3 |          |       |
| 6.              | Gedact   | 8′    |
| 7.              | Gemshorn | 4′    |
| 8.              | Sifflöte | 1 ⁄3′ |

| Pedal C–f1 |            |     |
| 9.         | Subbaß     | 16′ |
| 10.        | Choralbass | 4′  |